# De staatsinrichting van de Atheners

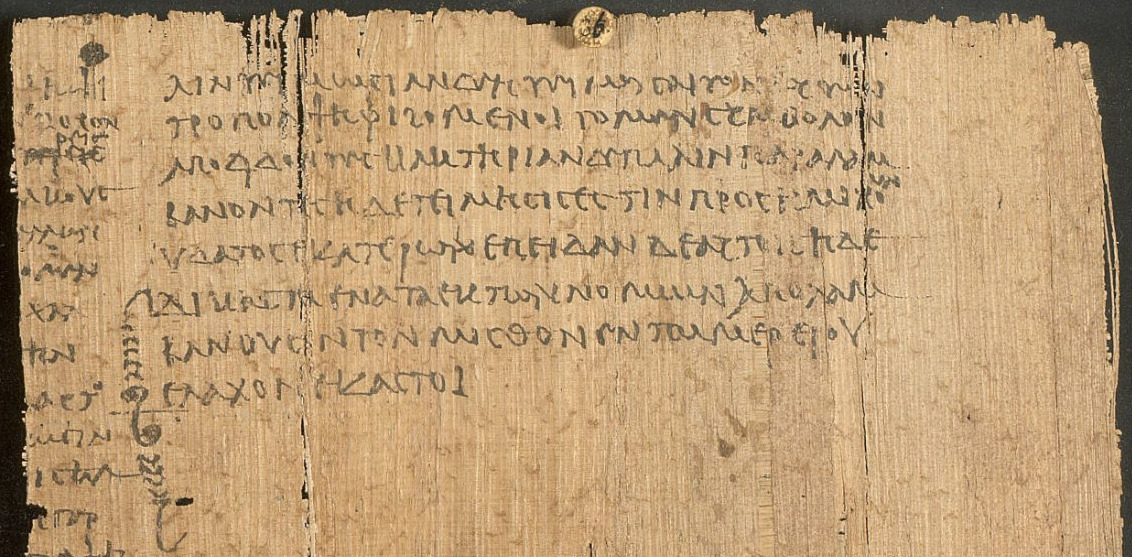
Fragment van de Londense papyrus 131 met de tekst van De staatsinrichting van de Atheners

De staatsinrichting van de Atheners (Oudgrieks: Ἀθηναίων πολιτεία / Athēnaiōn politeia) is een werk van de Griekse filosoof Aristoteles en/of zijn studenten over de constitutie van het Oude Athene. De tekst, geschreven rond 328-322 v.Chr., raakte niet handschriftelijk overgeleverd, maar is bijna integraal bekend dankzij twee papyrusvondsten aan het eind van de 19e eeuw.

## Totstandkoming
Het werk is ontstaan in Aristoteles' Lykeion als vrucht van een collectieve inspanning onder leiding en mogelijk redactie van de meester. Dankzij Diogenes Laertios is bekend dat de filosoof 158 staatsinrichtingen van stadstaten heeft beschreven. Dit materiaal was de grondslag voor zijn politieke filosofie, die praktisch van aard was en haar neerslag kreeg in de Politika. Waar dit laatste werk door Aristoteles zelf is geschreven, zijn veel historici van mening dat De staatsinrichting van de Atheners (mee) het werk is van zijn leerlingen.

## Overlevering
De antieke en middeleeuwse kopiisten die het Corpus Aristotelicum hebben overgeleverd, namen daarin niet de staatsinrichtingen op. Ook die van de Atheners werd als verloren beschouwd, op enkele citaten en fragmenten na, tot in 1879 papyrusfragmenten uit El-Fajoem opdoken. Ze werden in 1891 gevolgd door een nog meer spectaculaire vondst in Oxyrhynchos.

## Inhoud
Het eerste deel van de tekst (hoofdstukken 1 tot 41) beschrijft de politieke geschiedenis en het tweede deel het staatsbestel van de Atheense polis. Het historische deel – waarvan het begin niet bewaard is – loopt van het proces tegen de Alkmaioniden in 632 v.Chr. tot de val van de Dertig Tirannen in 403 v.Chr. Het vertelt hoe de Atheense democratie ontstond en staat stil bij Drako, Solon, Peisistratos en Perikles. Het tweede deel beschrijft de instellingen en de magistraten in de 4e eeuw v.Chr. 

## Manuscripten
- Londen, British Library, Pap. 131
- Berlijn, Ägyptisches Museum

## Uitgaven
- Aristoteles, Athenaion Politeia, ed. Mortimer Chambers, 1986. ISBN 9783322002716
- The Athenian Constitution. Written in the School of Aristotle, ed. Peter J. Rhodes, 2017. ISBN 9781786948373

## Nederlandse vertaling
- Aristoteles, De staatsinrichting van Athene, vert. Josine Blok en Ton Kessels, 2019. ISBN 9789024415618

## Voetnoten
1. ↑  Leven en leer van beroemde filosofen, 5.1.27
2. ↑  Friedrich Blass, "Neue Papyrusfragmente eines Historikers im ägyptischen Museum zu Berlin" in: Hermes, 1880, p. 366–382 en 1881, p. 42–46

- Biblioteca Nacional de España: XX1907365
- Bibliothèque nationale de France: cb12228275k (data)
- Gemeinsame Normdatei: 4322868-9
- Library of Congress Control Number: n82211107
- Nationale Bibliotheek van Tsjechië: aun2006372195
- Nationale bibliotheek van Australië: 65206203
- Nationale Bibliotheek van Israël: 987007257963805171
- Système universitaire de documentation: 030973805
- Virtual International Authority File: 203350519